# فروزان زاهدبیگی
فروزان زاهدبیگی کارگردان، گوینده عروسکی، عروسک گردان و مدرس دانشگاه اهل ایران است. وی همسر آرش نوذری بازیگر سینما و تلویزیون است.

## شروع به کار
شروع فعالیت هنری او مربوط به سال ۱۳۶۲ در مدرسه هنر و ادبیات وابسته به صدا و سیمای جمهوری اسلامی ایران در رشته طراحی و تئاتر عروسکی و اخذ گواهینامه در سال ۱۳۶۴ در هردو رشته بود.

## رزومه کاری
وی مدرس دانشگاه و کارشناس نمایش با گرایش کارگردانی از دانشگاه هنر و معماری دانشگاه آزاد است.

### نمایش[۳][۴][۵]
| نام نمایش               | سال  | کارگردان       |
| ----------------------- | ---- | -------------- |
| بابابزرگ و ترب          | ۱۳۶۵ | بهروز غریب پور |
| کارآگاه ۲               | ۱۳۶۶ | بهروز غریب پور |
| شش جوجه کلاغ و یک روباه | ۱۳۶۷ | بهروز غریب پور |
| مدرسه خرگوش‌ها           | ۱۳۶۸ | حسن دادشکر     |
| لی لی لی لی حوضک        | ۱۳۶۹ | حمید عبدالملکی |
| آهای تو دیگه کی هستی؟   | ۱۳۷۰ | عادل بزدوده    |
| میکی و کارآگاه ۲        | ۱۳۷۱ | بهروز غریب پور |
| افسانه فردا             | ۱۳۷۳ | فرشته حکمت     |

### سریال‌های عروسکی
- چشم بلبلی
- شمشاد شجاع
- صندوق پست
- موش نمکی
- شمشاد شجاع
- سرزمین خوشبختی
- بچه‌های عروسکی (اوستا بابا)
- ماجراهای قلی و قلک
- پلیس کوچولو
- شهر بستنی‌ها
- فینگل و جینگل
- سنجاب و دوستان
- چیچیک

### فیلم‌های عروسکی
- اتل متل توتوله
- موش نمکی

### کارگردانی و گویندگی[۶]
وی از سال ۱۳۸۰ به بعد به عنوان کارگردان فعالیت داشته‌است
- پسته
- چشم بلبلی
- امیدهای ایران (شبکه جام جم)

باغ شادونه

## جوایز
- تی نی می با کارگردانی و نویسندگی فروزان زاهد بیگی از آثار برگزیده هجدهمین جشنواره فیلم‌های عروسکی تهران سال ۱۳۹۹ شد.
- لوح تقدیر و جایزه بهترین گوینده عروسک در جشن سالگرد شبکه جام جم به خاطر برنامه عروسکی پسته[۷]

## یادکردها
1. ↑  «فروزان زاهدبیگی - بیوگرافی فروزان زاهدبیگی». مشخصات.
2. ↑  «عکس فروزان زاهدبیگی - عکس نودی». سایت نودی.
3. 1 2  «فروزان زاهدبیگی عروسک گردان و صداپیشه عروسکی از دهه 60 تا به حال». بچه‌های دیروز. بایگانی‌شده از اصلی در ۱۸ اكتبر ۲۰۲۲. دریافت‌شده در ۶ مه ۲۰۲۲. تاریخ وارد شده در |archive-date= را بررسی کنید (کمک)
4. ↑  «فیلمی خاطره‌انگیز که پس از ۳۲ سال اکران آنلاین می‌شود». هوشمند نیوز.
5. ↑  «چشم بلبلی».
6. ↑  «بند انگشتی».
7. ↑  «بیوگرافی آرش نوذری و همسرش فروزان زاهد بیگی+ اینستاگرام». مجله خبری ژولی پولی.